# Papir d'Abbott
El papir d'Abbott detalla les investigacions fetes per oficials de l'antic Egipte dels robatoris de tombes durant el regnat del faraó Ramsès IX. El document, al qual se li posava el nom del seu propietari original, ara resideix al Museu Britànic.
La investigació va començar com a resultat del saqueig de deu tombes reials, així com dels santuaris de dues sacerdotesses d'Ammon.
A més a més de les investigacions sobre els sospitosos, el document també enregistra l'estat de moltes tombes reials, incloent-hi la dels faraons de la dinastia XVII Antef VI, Antef VII, Sobekemsaf II, Tao II, i Kamosis.